# Cybaeodamus pallidus
Cybaeodamus pallidus là một loài nhện trong họ Zodariidae.
Loài này thuộc chi Cybaeodamus. Cybaeodamus pallidus được Cândido Firmino de Mello-Leitão miêu tả năm 1943.